# Iv Heang
Iv Heang ist ein Diplomat aus Kambodscha. 2013/2015 war er Minister Counselor bei der Ständigen Vertretung Kambodschas bei den Vereinten Nationen in Genf. Seit dem 21. Oktober 2017 ist Iv Heang kambodschanischer Botschafter in Indonesien. Am 11. November 2021 übergab er aufgrund der Corona-Pandemie seine Zweitakkreditierung als Botschafter in Osttimor virtuell. 2023 übernahm Tean Samnang den Botschafterposten in Jakarta.